# Llibre Vermell de Montserrat

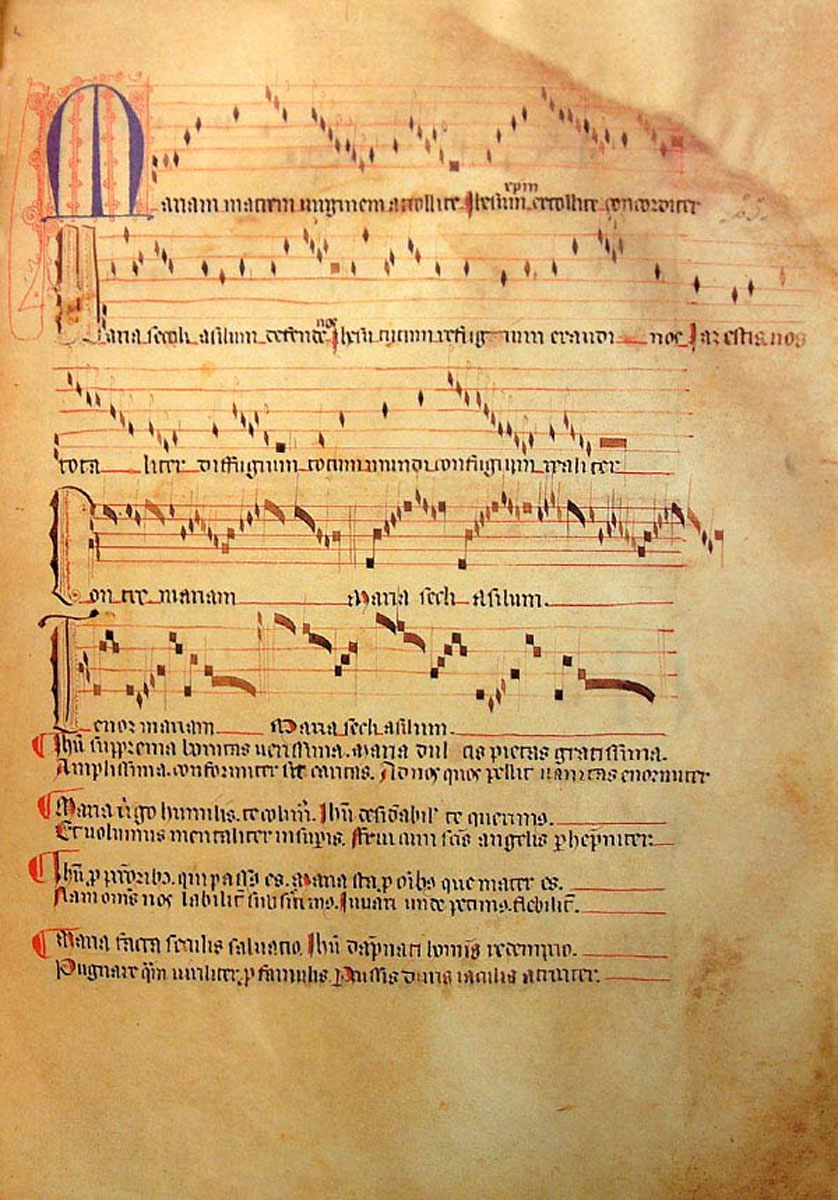
Uppslag

Llibre Vermell de Montserrat (Röda boken från Montserrat på katalanska) är en medeltida handskrift från Santa Maria de Montserrat. Den innehåller hyllningstexter, sånger och är på latin och occitanska. Ursprungligen bestod texten av 172 dubbelsidiga blad, men 32 är försvunna - inalles finns idag 274 sidor. Man tror att manuskriptet skrevs 1399.
Sånger:
1. Song: O Virgo Splendens (fol. 21v-22)
2. Virelai/danse: Stella Splendens (fol. 22r)
3. Song: Laudemus Virginem (fol. 23)
4. Song: Splendens Ceptigera (fol. 23)
5. Virelai: Mariam, Matrem Virginem, Attolite (fol. 25r)
6. Virelai/danse: Polorum Regina (fol. 24v)
7. Virelai: Cuncti Simus Concanentes (fol. 24)
8. Ballad/danse: Los Set Gotxs (fol. 23v)
9. Motet: Imperayritz de la ciutat joyosa / Verges ses par misericordiosa (fol. 25v)
10. Virelai: Ad Mortem Festinamus (fol. 26v)